# Ranuccio II Farnese
Ranuccio II Farnese (ur. 17 września 1630, zm. 11 grudnia 1694 w Parmie) – od 1646 do śmierci książę Parmy i Piacenzy, w latach 1646-1649 również książę Castro.
Urodził się jako najstarszy syn księcia Parmy, Piacenzy i Castro Edwarda I i jego żony księżnej Małgorzaty di Medici. Po śmierci ojca 11 września 1646 wstąpił na tron.
Ranuccio II był trzykrotnie żonaty. Po jego śmierci następcą został syn Franciszek.